# Henk Zomerdijk
H.J. (Henk) Zomerdijk (12 december 1948) is een Nederlands politicus van de VVD.
Hij was wethouder in Moordrecht voor hij in augustus 1988 benoemd werd tot burgemeester van de toenmalige Gelderse gemeente Echteld. In februari 1995 kwam hij landelijk in het nieuws toen hij als burgemeester opdracht gaf tot de spoedevacuatie van het tot die gemeente behorende dorp Ochten. Dit was nodig in verband met een dreigende dijkdoorbraak tijdens extreem hoog water in de Waal.
In de zomer van 2000 volgde zijn benoeming tot burgemeester van Duiven. Op 1 december 2013 trad hij terug uit zijn functie, nadat hij dit een paar maanden van tevoren had aangekondigd.
Van de hand van Zomerdijk is op 25 augustus 2020 een e-book verschenen bij kobo onder de titel Leven na corona, de coronopandemie kantelpunt naar een betere wereld.